# Día de San David
El día de San David (en galés: Dydd Gŵyl Dewi; en inglés: Saint David's Day) es una festividad religiosa en honor a David, el santo patrón de Gales. Se observa el 1 de marzo, la fecha en la que murió San David en 589. La festividad se ha celebrado de forma regular desde la canonización de David en el siglo XII por el Papa Calixto II, si bien no es un día festivo en el Reino Unido.
Es costumbre vestir o llevar narcisos y puerros, los símbolos oficiales de Gales y San David, respectivamente. La festividad también se presta para el consumo de platos típicos galeses como el cawl y el Welsh rarebit. Las mujeres, por su parte, suelen llevar vestidos tradicionales de Gales. Con el paso de los años la fiesta ha ido cobrando otras dimensiones y se celebra en varias ciudades y pueblos del país. En Cardiff, Swansea y Aberystwyth se organizan procesiones durante todo el día.

## Significado del día
San David (en galés: Dewi Sant) nació en la bahía de Caerfai, suroeste de Gales, en el seno de una familia aristocrática. Perteneció probablemente a la casa real de Ceredigion y fundó una comunidad monástica celta en Glyn Rhosyn (El Valle de las Rosas) sobre el cabo de Pembrokeshire (en galés: Sir Benfro), en el punto en el que se encuentra la Catedral de San David en la actualidad.
La fama de David como profesor y su ascetismo se extendieron entre los cristianos celtas, y contribuyó a la fundación de 12 monasterios. Su fundación en Glyn Rhosyn se convirtió en un importante santuario cristiano, así como en el centro más importante de Gales. Se cree que David falleció el 1 de marzo de 589. Sus últimas palabras, dirigidas a los monjes, fueron: "Hermanos, sed constantes. El yugo que con determinación habéis tomado, soportadlo hasta el final; y cualquier cosa que hayáis visto y oído conmigo, conservadla y cumplidla."
El 1 de marzo ha sido la fiesta nacional de Gales durante siglos. David fue reconocido como santo patrón del país en el siglo XII, en una época en la que los galeses luchaban contra los invasores normandos. Fue canonizado por el Papa Calixto II en 1120. El diarista del siglo XVII Samuel Pepys señaló cómo las celebraciones galesas en Londres con motivo del día de San David provocaron el enfado de sus vecinos ingleses: efigies de galeses a tamaño real fueron linchadas de forma simbólica, y para el siglo XVIII la costumbre se había extendido a las confiterías inglesas, que llegaron a fabricar figuras de jengibre horneadas con la forma de un galés montando una cabra en el día de San David.
En el poema Armes Prydein (La profecía de Bretaña), compuesto entre principios y mediados del siglo X, el autor anónimo profetiza que los Cymry (el pueblo galés) se unirán y formarán una alianza con otros celtas para repeler a los anglosajones, bajo el estandarte de San David: A lluman glân Dewi a ddyrchafant ("Y alzarán la bandera pura de Dewi"). Pese a que hubo pequeños alzamientos durante la Edad Media, el país por lo general permaneció unido bajo el liderazgo de diferentes príncipes antes de su conquista. Gales gozó de un breve período de independencia durante la revuelta de Owain Glyndŵr. Henry Tudor, II conde de Richmond, nacido en el Castillo de Pembroke como el descendiente por vía paterna de la dinastía Tudor del norte de Gales, se convirtió en el rey Enrique VII de Inglaterra tras su victoria sobre Ricardo III en la batalla de Bosworth de 1485, que puso fin a la Guerra de las Rosas. El estandarte verdiblanco de Enrique VII con un dragón rojo se convirtió en un símbolo de unidad para el patriotismo galés. Enrique VII fue el primer monarca de la casa Tudor y, durante el reinado de esa dinastía, el escudo de armas real incluyó el dragón galés en referencia al origen del soberano. El estandarte de la victoria de Enrique VII no se adoptó como símbolo oficial de la bandera de Gales hasta 1959. En tanto, la bandera de San David, una cruz dorada sobre un fondo negro, nunca fue un símbolo de la casa Tudor.

## Tradición

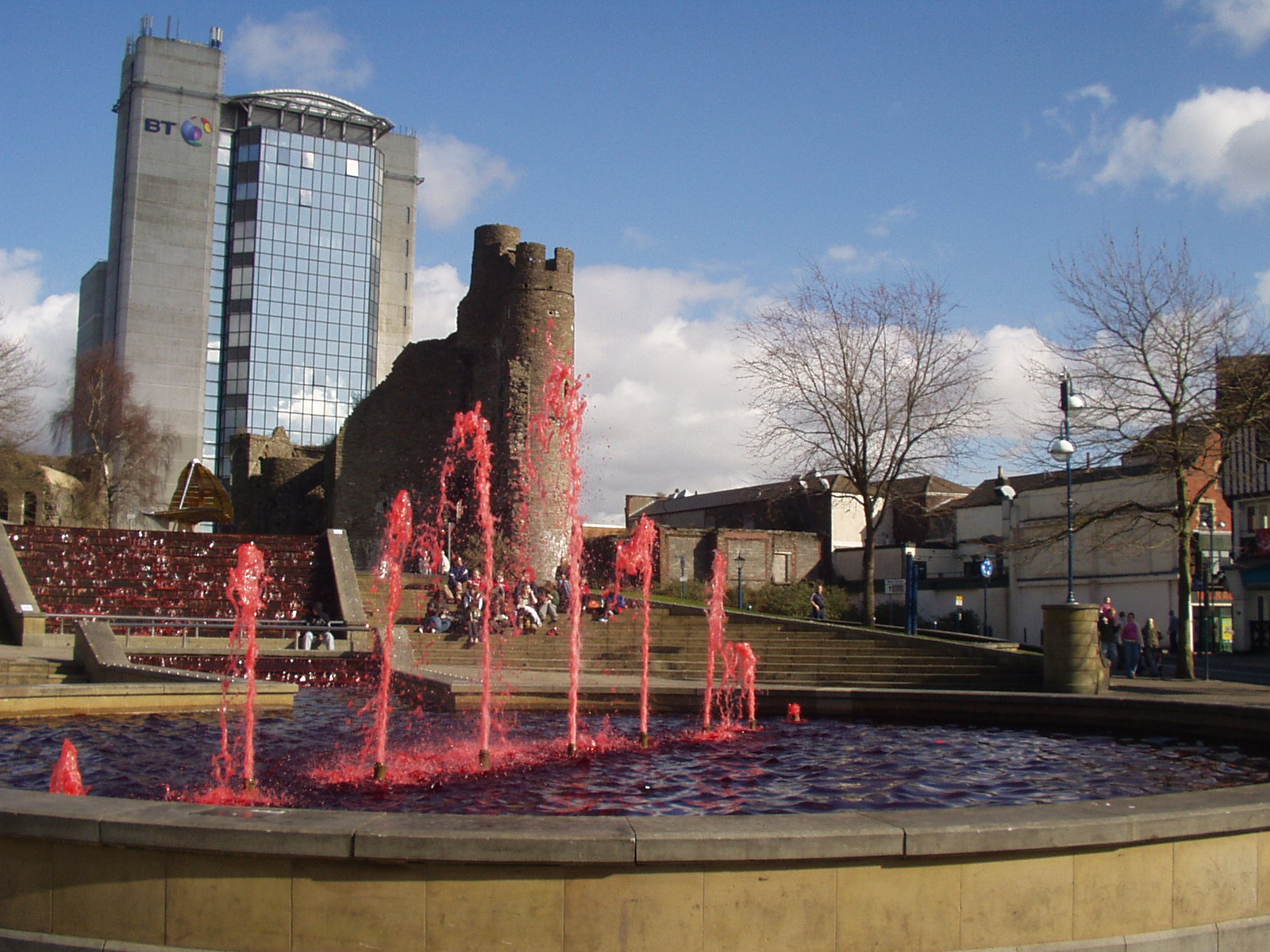
Agua teñida de rojo en la fuente del Castillo de Swansea por el día de San David.

Los niños galeses participan en conciertos escolares o en eisteddfodau, ya sea recitando poemas o cantando. Antiguamente, los escolares gozaban de media jornada escolar de vacaciones. Esa costumbre se perdió, si bien en la práctica la decisión depende de cada colegio. Las niñas  a veces llevan vestidos tradicionales de Gales. El atuendo incluye, por lo general, una falda larga de lana, un delantal, una blusa blanca, un mantón de lana y un sombrero tradicional galés.
Varios regimientos del ejército británico llevan o bien la cruz de San David o la propia imagen del santo, y entonan canciones relacionadas con la festividad. Muchos galeses llevan al menos uno de los dos símbolos nacionales de Gales: el narciso (un símbolo general de Gales) y el puerro (símbolo personal de San David). La tradición del puerro se remonta a la Edad Media, cuando una tropa de soldados galeses optó por llevar puerros para diferenciarse de los enemigos sajones, cuyo atuendo era bastante parecido y se prestaba a la confusión.
La bandera de San David juega un papel importante en las celebraciones y puede verse ondeando en diferentes rincones de Gales. Algunos platos tradicionales que se consumen el día de San David son el cawl (sopa), tarta bara brith, cordero y Welsh rarebit (una especie de tostada con una salsa especial a base de queso).